# Désinord Jean
Désinord Jean (ur. 26 września 1967 w Furcy) – haitański duchowny rzymskokatolicki, od 2016 biskup Hinche.

## Życiorys
Święcenia kapłańskie otrzymał 13 listopada 1994 i został inkardynowany do archidiecezji Port-au-Prince. Po święceniach został wikariuszem w Turgeau. W latach 1999–2002 studiował w Rzymie, a przez kolejny rok współpracował z amerykańską rozgłośnią radiową Spirit FM. W 2003 powrócił do kraju i został dyrektorem stacji Radio Télé Soleil.
4 kwietnia 2016 otrzymał nominację na biskupa Hinche. Sakry biskupiej udzielił mu 2 lipca 2016 kard. Chibly Langlois.